# (9211) Neese
(9211) Neese es un asteroide perteneciente al cinturón de asteroides, región del sistema solar que se encuentra entre las órbitas de Marte y Júpiter.
Fue descubierto el 19 de septiembre de 1995 por el equipo del proyecto Spacewatch desde el observatorio Nacional de Kitt Peak.

## Designación y nombre
Designado provisionalmente como 1995 SB27, fue nombrado por Carol Lynn Neese (n. 1958), formada en astronomía estelar, se dedicó a los estudios del sistema solar en 1992 y se unió al Instituto de Ciencias Planetarias de Tucson, realizando estudios físicos de planetas menores y archivando datos en el JPL Small-Body Database.

## Características orbitales
Neese está situado a una distancia media del Sol de 2,252 ua, pudiendo alejarse hasta 2,592 ua y acercarse hasta 1,911 ua. Su excentricidad es 0,151 y la inclinación orbital 2,400 grados. Emplea 1234,09 días en completar una órbita alrededor del Sol.

## Características físicas
La magnitud absoluta de Neese es 15,16. Tiene 5,853 km de diámetro y su albedo se estima en 0,062.